# Dionisio Sánchez Medina
Dionisio Sánchez Medina (Rengo, 1853-Santiago, 20 de agosto de 1931) fue un industrial y regidor chileno. Se dedicó a la fabricación de cuerdas para instrumentos musicales y de suturas médicas entre fines del siglo XIX y principios del XX. Su interés por el bienestar de los trabajadores lo llevó a ser regidor y a impulsar el movimiento mutualista.

## Familia
Natural de Rengo, hijo del agricultor Santos Sánchez y de su mujer Luisa Medina. Se casó en segundas nupcias con Sara del Carmen Lobos Vargas. De su segundo matrimonio nacieron sus hijos Ester Sánchez Lobos, María Sánchez Lobos, Inés Sánchez Lobos, Dionisio Sánchez Lobos y Jorge Sánchez Lobos. Este último fue candidato a diputado en 1969. De su primer matrimonio nacieron Rita, religiosa misionera; Rosa, Mercedes y Sor Herminia Sánchez, destacada religiosa y educadora.

## Actividad industrial
Al establecer su residencia en la ciudad de Santiago, instaló una fábrica de cuerdas para instrumentos y de suturas médicas.
En la gran Exposición de Industrias del Centenario de 1910, que fue descrita como una “verdadera apoteosis del arte y de las industrias nacionales”, las cuerdas fabricadas por Dionisio Sánchez Medina conquistaron los grandes premios de su especialidad.
Por su parte, las suturas médicas elaboradas por la fábrica de Dionisio Sánchez Medina participaron en la Exposición de Industrias Nacionales de 1916, organizadas por la Sociedad de Fomento Fabril, que les concedió el primer lugar en esa categoría.

## Actividad mutualista
El Diario Ilustrado resaltó que Dionisio Sánchez Medida se dedicó “a impulsar con entusiasmo y desinterés el mutualismo y a practicar sus principios, que fueron la norma que inspiró los actos de su vida, la que no conoció doblez y si muchos sacrificios y sinsabores. Fue uno de los fundadores de la Sociedad Gremio de Abasto de Santiago, y uno de sus principales sostenedores. Luchó incansablemente por orientarla y afianzarla hasta conseguir hacer de ella un firme pedestal del mutualismo chileno”.
Al respecto, la preocupación por el bienestar de sus trabajadores llevó a Dionisio Sánchez Medina a patrocinar y fundar la Sociedad Gremio del Abasto, a la que se le concedió personalidad jurídica el 15 de junio de 1893. Esta asociación gremial prestaba ayudas mutuas a sus miembros, entre las que se encontraban pensiones durante períodos de enfermedad.

## Actividad política
Dionisio Sánchez Medina comenzó su actividad política al ser designado en la Junta de Mayores Contribuyentes, por la 7.ª Subdelegación Subercaseaux en 1896, donde se mantuvo hasta 1903.
Luego sirvió como regidor del Municipio de San Miguel, en la época en la que la municipalidad tenía tres alcaldes, a la sazón, Ramón Subercaseaux Vicuña, Eduardo Ruiz Vergara (hijo de Eduardo Ruiz Valledor) y Juan José Mira. Los demás regidores eran Francisco Villarroel Mura, Pedro Subercaseaux, Bartolo Soto, Hermógenes Espejo y Domingo Martínez.
Se destacó por defender los derechos de los trabajadores, promoviendo la mejora de las condiciones de quienes construían las calles de la comuna, y por la prohibición del maltrato a los animales, impidiendo que se concedieran permisos para actividades de simulación de corridas de toros, debido a que con facilidad culminarían con el sacrificio el animal.